# جائزة المكسيك الكبرى 1988
جائزة المكسيك الكبرى 1988 هو سباق فورمولا 1 أقيم بتاريخ 29 مايو 1988 في مدينة مكسيكو، المكسيك. كان الرابع من أصل 16 في بطولة العالم لسباقات الفورمولا واحد موسم 1988. حلّ الفرنسي ألن بروست أولا بينما جاء البرازيلي آيرتون سينا في المركز الثاني وحصل على المركز الثالث النمساوي غيرهارد بيرغر.